# Funiculaire de Reichenbachfall
Le funiculaire de Reichenbachfall, appelé en allemand Reichenbachfall-Bahn est un funiculaire situé dans l'Oberland bernois et reliant le village bernoise de Willigen avec le sommet des chutes du Reichenbach, en Suisse.

## Histoire
Le 1er juillet 1896, le Conseil fédéral octroie une concession pour un funiculaire à voie étroite jusqu'au sommet des chutes du Reichenbach. Les travaux, dirigés par Franz Josef Bucher et Josef Durrer, commencent la même année permettant ainsi, le 8 juin 1899, d'inaugurer la 23e ligne de funiculaire de Suisse. Dès son ouverture, la ligne est électrifiée.
Après ce départ rapide, la société exploitante connait d'importants problèmes financiers et doit être liquidée le 20 février 1903. La ligne est mise en vente en décembre 1904, mais le nouvel exploitant connaît à son tour la faillite trois ans plus tard. Le funiculaire survit cependant à ces revers et devient la propriété d'une nouvelle compagnie. En 1912, le funiculaire est relié à la ligne de tramway Meiringen–Reichenbach–Aareschlucht via un nouvel arrêt à la gare de Brünig à Meiringen.
Après quelques années d'interruption de service après la Première Guerre mondiale, la ligne reprend du service le 1er juillet 1922 sous la direction d'un nouveau propriétaire, l'entreprise Elektrowerke Reichenbach AG. La ligne connaîtra ensuite plusieurs travaux importants, en particulier pendant les hivers 1930-1931 et 1957-1958. Une rénovation complète, menée entre 1998 et 2004, a permis de réhabiliter la ligne et les voitures en bois (copies des voitures d'origine) tout en modernisant le système d'entraînement. L'ensemble de la ligne est inscrite comme bien culturel suisse d'importance nationale, ainsi que dans l'inventaire suisse des installations à câble.

## Source
- (de) Cet article est partiellement ou en totalité issu de l’article de Wikipédia en allemand intitulé « Reichenbachfall-Bahn » (voir la liste des auteurs).